# Nazari i Cels
Nazari i Celsus (italià: San Nazaro e San Celso) eren dos màrtirs dels quals no se sap res, excepte el descobriment dels seus cossos per Ambròs de Milà.
Segons la Vita Ambrosii de Paulinus el diaca, Ambròs, en algun moment dels darrers tres anys de la seva vida, després de la mort de l'emperador Teodosi (mort en 395), va descobrir en un jardí fora de les muralles de Milà el cos de Nazari, amb el cap tallat. Segons els informes, la sang de Nazari encara era líquida i vermella quan Ambròs va exhumar el seu cos. Ambròs la portà a la basílica dels apòstols. Al mateix jardí, Ambròs també va descobrir el cos de Cels que havia transportat al mateix lloc. L' Enciclopèdia Catòlica afirma: "Òbviament, existia una tradició sobre aquests màrtirs a la comunitat cristiana de Milà que va portar a la troballa dels dos cossos".

## Llegenda
Nazari era un ciutadà de Roma el pare del qual era jueu o pagà. La seva mare era Santa Perpetua. Nazari era alumne de sant Pere i fou batejat per Papa Lli. Durant les persecucions de Neró, Nazari va fugir de Roma i va predicar a Llombardia, visitant Piacenza i Milà, on va conèixer els germans Gervasi i Protasi, que havien estat empresonats i que van inspirar Nazari pel seu exemple. Nazari va ser assotat i condemnat a l'exili per les autoritats. Va viatjar a la Gàl·lia, on es va confiar un noi de nou anys, Cels, després que la mare del noi li demanés a Nazari que ensenyés i batejés el seu fill. Nazari el va criar com a cristià. Els dos van ser arrestats, torturats i empresonats per la seva fe. Van ser alliberats a condició que no prediquessin més en aquest lloc. Van predicar als Alps i van construir una capella a Embrun, i després van continuar cap a Ginebra i després a Trier. Van predicar a Trier i en van convertir molts al cristianisme i van tornar a ser empresonats allà. Cels va ser confiat a la cura d'una dama pagana, que va intentar abjurar la seva fe. Cels es va negar i finalment va ser retornat a Nazari.
Una llegenda addicional que descriu el seu pas per Trier afirma que Neró hi va ser jutjat, que va ordenar que els dos sants fossin ofegats. Nazari i Cels van ser traslladats a un vaixell i llançats per la borda, però de sobte va sorgir una tempesta que va espantar els mariners. Els mariners van retirar els dos sants a bord.
Els dos sants van sortir de Trier i van arribar a Gènova, i després van tornar a Milà i van ser arrestats de nou. Es van negar a sacrificar als déus romans i van ser decapitats.

## Historicitat

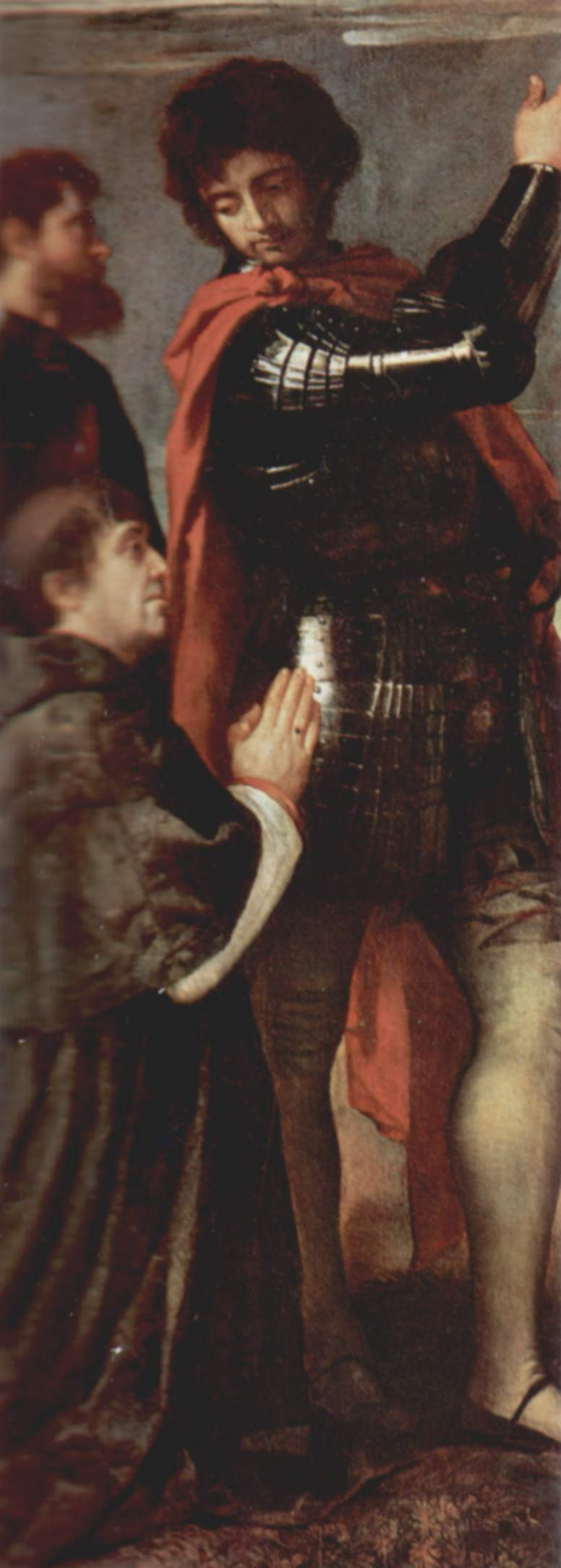
Nazarus i Celsus (figures de peu), de Ticià. La figura agenollada és un donant anomenat Altobello Averoldi.

Aquesta llegenda, escrita molt més tard, no té fonaments històrics i situa el martiri de Nazari i Cels durant la persecució de Neró i descriu amb molts detalls els suposats viatges de Nazari per la Gàl·lia i Itàlia. Tanmateix, Paulino diu clarament que es desconeix la data en què Nazari va patir el martiri. Gregori de Tours afirma que van ser martiritzats a Embrun, cosa que fa que el descobriment dels seus cossos a Milà sigui realment miraculós.

## Veneració
El discurs que elogia els dos sants atribuït a Ambròs (Sermo lv, a Patrologia Latina, XVII, 715 sqq.) No és genuí.
Ambròs va enviar algunes de les relíquies de Nazari i Cels a Paulí de Nola, que les va col·locar en honor de Nola. Paulí de Nola parla en lloança a Nazari en el seu Poema xxvii (Patrologia Latina, LXI, 658). Un magnífic reliquiari de plata amb figures interessants, que data del segle IV, es va trobar a l'església de San Nazaro Maggiore de Milà (Venturi, "Storia dell 'arte italiana", I, Milà, 1901, fig. 445-49). L'església milanesa de Sant Celso està dedicada a Cels. Al Monte Gargano hi ha un santuari dedicat a Nazari.
Camillo Procaccini va pintar el seu Martirio dei santi Nazaro e Celso cap al 1629.

## Llibres
- Bibliotheca hagiographica latina antiquae et mediae aetatis (en llatí). Volume II (K-Z).  Bruxelles: Société de Bollandistes, 1900, p. 881–882.
- Jacobus (de Voragine, abp. of Genoa.). Graesse, Th.. Jacobi a Voragine Legenda aurea, vulgo Historia Lombardica dicta (en llatí). Second.  Leipzig: Arnold, 1801, p. 439–442.
- Jacobus de Voragine. The Golden Legend: Readings on the Saints.  Princeton: Princeton University Press, 2012, p. 404–407. ISBN 0-691-15407-4.
- Jacobus de Vorágine. The Golden Legend: Readings on the Saints. Volume II.  Princeton NJ USA: Princeton University Press, 1995, p. 18–21. ISBN 0-691-00154-5.
- Pinio, Joannes. Acta sanctorum quotquot toto orbe coluntur. Julii (en llatí). Tomus 6. Dies XXV-XXVIII..  París: V. Palmé, 1868, p. 503–533.